# Complexo do Ver-o-Peso

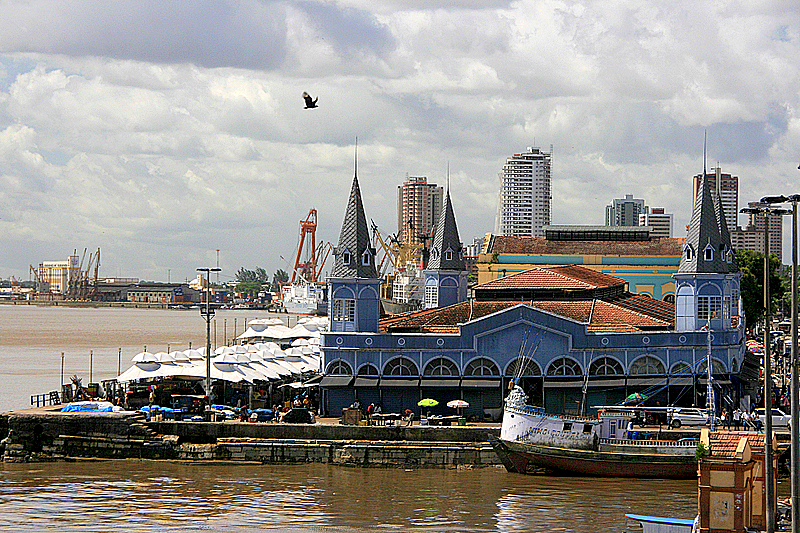
Vista do Mercado Ver-o-Peso às margens da Baía do Guajará.

O Complexo do Ver-o-Peso é um conjunto arquitetônico e paisagístico iniciado em 1625 com a construção do posto de fiscal e comercial "Casa de Haver-o-Peso", na cidade paraense de Belém (estado brasileiro do Pará), localizado na Avenida Boulevard Castilhos França, no bairro da Cidade Velha, tombado pelo IPHAN, em 1977. Este compreende uma área de 25 mil m², com uma série de construções históricas, seguindo a tendência francesa de art nouveau da belle époque, que inclui:
- Boulevard Castilhos França: uma das primeiras vias largas da cidade, projetada com preocupação paisagística com influência Art Nouveau;
- Mercado de Ferro (1901)[4][5] substituiu a "Casa de Haver-o-Peso" demolida em 1899.[6][7] O Mercado Bolonha de Peixe, é o primeiro mercado municipal de peixes da cidade de Belém inaugurado em 1901[8] (uma das maravilhas do estado sendo eleito uma das 7 Maravilhas do Brasil)[9][10]
- Mercado da Carne: Mercado Francisco Bolonha, é o primeiro mercado municipal de carnes da cidade de Belém;
- Praça do Relógio: importado da Inglaterra, foi construído em Belém em 1930 doado pelo intendente Antonio Faciola;
- Doca do Ver-o-Peso;
- Feira do Açaí: é uma feira ao céu aberto, localizado atrás do Forte do Castelo, que abastece a cidade com o fruto açaí plantado nas ilhas da região;
- Ladeira do Castelo: é a primeira rua de Belém, a rua da Ladeira fica ao lado do Forte do Castelo, que liga a Feira do Açaí ao Largo da Sé;
- Solar da Beira: é um prédio público construído em estilo neoclássico e em 1985 foi transformado em restaurante e local de eventos;
- Praça Dom Pedro II.

## História
Com posição estratégica na desembocadura do Amazonas, Belém do Para era o maior entreposto comercial da região de produtos extraídos da região amazônica (drogas do sertão) e de carne dos rebanhos na Ilha do Marajó com destino aos mercados locais e internacionais, e ponto de chegada dos produtos europeus. Então em 1625, na área do igarapé do Piri (atual Mercado Ver-o-Peso), os portugueses instalaram o então posto de fiscal comercial Casa de Haver o Peso, para controle do peso e, arrecadação de tributos dos gêneros trazidos para a sede da Capitania do Grão-Pará (Estado do Maranhão).
Em 1803, no governo de Dom Marcos de Noronha e Brito, Conde dos Arcos, o igarapé do Piri foi aterrado para atender aos avanços urbanísticos da Belém. A foz foi transformada na Doca do Ver-o-Peso e na Pedra do Peixe, feito com pedra de lioz inglesas, mantendo-se ali as atividades do posto de fiscal.
Embora em 1839 a cidade estivesse abalada pela revolta popular da Cabanagem (1835 - 1840), a Casa de Haver o Peso funcionou até meados do ano de 1839, quando em outubro, o presidente Bernardo de Souza Franco extinguiu a repartição fiscal e, a Casa foi arrendada destinada à venda de peixe fresco, até o ano de 1847, quando terminou o contrato de arrendamento e a Casa de Haver o Peso foi demolida.
Em 1855 durante o Ciclo da Borracha (1879 - 1912), aumentou a importância comercial, principalmente para o cenário internacional. Assim ocorreram novas mudanças urbanísticas: a margem da baía do Guajará foi aterrada, importantes edificações foram erguidas seguindo o padrão arquitetônico europeu de estilo eclético, influenciado pela art nouveau, entre as quais: o Mercado Municipal de Carnes (1867), Palácio Antônio Lemos (1873) e, o Theatro da Paz (1878).
Em 1897, a empresa La Rocque Pinto & Cia venceu a concorrência pública para a construção do Mercado Municipal de Peixe ou Mercado de Ferro, como inicialmente era conhecido o Mercado Ver-o-Peso,' autorizado pela lei municipal nº 173.
Em 1899, teve início sua edificação, com o projeto de Henrique La Rocque, próximo ao Mercado Municipal de Carnes ou Mercado Bolonha. Sendo inaugurado em 1901, na forma de um dodecágono com medida de 1.197 m², com estrutura metálica em zinco veille-montaine, trazida pré-fabricado da Inglaterra e de Nova Iorque, seguindo a tendência estética francesa de art nouveau da Belle Époque. transportado via fluvial para Belém. Neste período também ocorreu a ampliação do Mercado de Carne;